# 伊澤山
伊澤山（いざわやま）は、台湾の雪覇国家公園内、苗栗県泰安郷と新竹県尖石郷の境界部にある標高3,297mの山である。別称は江澤山（こうたくさん）。

## 概要
かつては日本語では「いざわ」と読まれた。山名は日本統治時代にこの山の初登頂を達成した登山家の名前に由来するものである。
伊澤山は大霸尖山・境界山・加利山のほぼ中間の雪山山脈に位置し、台湾百岳の中で52位だった。山頂には、三等三角点がある。